# Championnat du monde féminin moins de 18 ans de hockey sur glace 2022
Navigation
Championnat du monde 2021 Championnat du monde 2023
Le Championnat du monde féminin moins de 18 ans de hockey sur glace 2022 est la quinzième édition de cette compétition organisée par la Fédération internationale de hockey sur glace (IIHF). 
Le tournoi de la Division Élite, regroupant les meilleures nations, devait se dérouler en janvier 2022 à Linköping et Mjölby en Suède. En raison de la pandémie de Covid-19, il a été déprogrammé. Il se dispute finalement du 6 au 13 juin 2022 à Madison et Middleton aux États-Unis.
Les divisions inférieures sont disputées indépendamment du groupe Élite.

## Format de compétition
Le groupe Élite comprend 8 équipes participantes qui sont réparties en deux groupes de 4. Chaque groupe est disputé sous la forme d'un championnat à matches simples. Les 2 premiers du groupe A sont qualifiés d'office pour les demi-finales. Les 2 derniers du groupe A et les 2 premiers du groupe B s'affrontent lors de quarts de finale croisés. Les 2 derniers du groupe B participent au tour de relégation qui détermine l'équipe qui sera reléguée en Division IA lors de l’édition suivante.
Pour les divisions IA et IB, les équipes s’affrontent entre elles et, à l'issue de cette compétition, le premier est promu dans la division supérieure et le dernier est relégué dans la division inférieure. En division II, à l'issue d'une phase de poule, le vainqueur de la série éliminatoire est promu en division IB. Il n’y a pas de relégation. 
Pour toutes les divisions, la répartition des points est la suivante :
- 3 points pour une victoire dans le temps réglementaire ;
- 2 points pour une victoire en prolongation ou aux tirs de fusillade ;
- 1 point pour une défaite en prolongation ou aux tirs de fusillade ;
- 0 point pour une défaite dans le temps réglementaire.

## Division Élite

### Nations participantes
| Groupe A     | Groupe B     |
| ------------ | ------------ |
| Canada       | Allemagne    |
| États-Unis T | Slovaquie IA |
| Finlande     | Suisse       |
| Suède H      | Tchéquie     |
| Russie Ex    | -            |

- T : Tenant du titre
- H : Pays hôte
- IA : Repêché de la Division IA
- Ex : Exclusion à la suite de l'Invasion de l'Ukraine par la Russie en 2022[2].

### Tour préliminaire
Légende :
Pour les significations des abréviations, voir statistiques du hockey sur glace.
- Qualifié pour les demi-finales
- Qualifié pour les quarts de finale
- Joue le tour de relégation

| Clt   | Équipe     | PJ | V | VP | D | DP | BP | BC | Diff | Pts |
| ----- | ---------- | -- | - | -- | - | -- | -- | -- | ---- | --- |
| +001, | États-Unis | 3  | 3 | 0  | 0 | 0  | 18 | 1  | +17  | 9   |
| +002, | Finlande   | 3  | 1 | 0  | 2 | 0  | 5  | 9  | -4   | 3   |
| +003, | Canada     | 3  | 1 | 0  | 2 | 0  | 3  | 12 | -9   | 3   |
| +004, | Suède      | 3  | 1 | 0  | 2 | 0  | 6  | 12 | -7   | 3   |

| 6 juin | Canada     | 0 | 2 | Finlande   |
| 6 juin | Suède      | 1 | 6 | États-Unis |
| 7 juin | Canada     | 3 | 1 | Suède      |
| 7 juin | États-Unis | 5 | 0 | Finlande   |
| 9 juin | Finlande   | 3 | 4 | Suède      |
| 9 juin | États-Unis | 7 | 0 | Canada     |

| Clt   | Équipe    | PJ | V | VP | D | DP | BP | BC | Diff | Pts |
| ----- | --------- | -- | - | -- | - | -- | -- | -- | ---- | --- |
| +001, | Tchéquie  | 3  | 3 | 0  | 0 | 0  | 12 | 2  | +10  | 9   |
| +002, | Slovaquie | 3  | 1 | 0  | 0 | 0  | 7  | 9  | -2   | 3   |
| +003, | Suisse    | 3  | 1 | 0  | 0 | 0  | 3  | 4  | -1   | 3   |
| +004, | Allemagne | 3  | 1 | 0  | 0 | 0  | 5  | 12 | -7   | 3   |

| 6 juin | Slovaquie | 0 | 4 | Tchéquie  |
| 6 juin | Suisse    | 0 | 1 | Allemagne |
| 7 juin | Tchéquie  | 6 | 2 | Allemagne |
| 7 juin | Suisse    | 3 | 1 | Slovaquie |
| 9 juin | Tchéquie  | 2 | 0 | Suisse    |
| 9 juin | Allemagne | 2 | 6 | Slovaquie |

### Tour de relégation
Le tour se joue au meilleur des 3 matches : 1re équipe qui gagne 2 fois reste en Division Élite. Le perdant est relégué en Division IA
| Date    | Équipe 1    | Score       | Équipe 2    |
| ------- | ----------- | ----------- | ----------- |
| 10 juin | Suisse      | 1 - 0       | Allemagne   |
| 12 juin | Allemagne   | 3 - 7       | Suisse      |
| 13 juin | Non disputé | Non disputé | Non disputé |

### Phase finale
Le tableau de la phase finale de la division élite figure ci-après :
|  | Quarts de finale       | Quarts de finale |          |                        | Demi-finales | Demi-finales |  |  | Finale  | Finale  |
|  | Quarts de finale       | Quarts de finale |          |                        | Demi-finales | Demi-finales |  |  | Finale  | Finale  |
|  |                        |                  |          |                        |              |              |  |  |         |         |
|  | 10 juin                | 10 juin          |          |                        | 12 juin      | 12 juin      |  |  | 13 juin | 13 juin |
|  | 10 juin                | 10 juin          |          |                        | 12 juin      | 12 juin      |  |  | 13 juin | 13 juin |
|  | 10 juin                | 10 juin          | Finlande | 1                      |              |              |  |  | 13 juin | 13 juin |
|  | Canada                 | 7                | Finlande | 1                      |              |              |  |  | 13 juin | 13 juin |
|  | Canada                 | 7                | Canada   | 2                      |              |              |  |  | 13 juin | 13 juin |
|  | Slovaquie              | 0                | Canada   | 2                      |              |              |  |  | 13 juin | 13 juin |
|  | Slovaquie              | 0                | 12 juin  | 12 juin                | Canada       | 3            |  |  |         |         |
|  | 10 juin                |                  | 12 juin  | 12 juin                | Canada       | 3            |  |  |         |         |
|  |                        | États-Unis       | 12 juin  | 12 juin                | 2            |              |  |  |         |         |
|  | Suède                  | États-Unis       | 12 juin  | 12 juin                | 2            | 2            |  |  |         |         |
|  | Suède                  | États-Unis       | 3        |                        |              | 2            |  |  |         |         |
|  | Tchéquie               | États-Unis       | 3        | 1                      |              |              |  |  |         |         |
|  | Tchéquie               | Suède            | 2        | 1                      |              |              |  |  |         |         |
|  |                        | Suède            | 2        | Match pour la 3e place |              |              |  |  |         |         |
|  | Match pour la 5e place |                  |          |                        |              |              |  |  |         |         |
|  | 12 juin                | 12 juin          | 13 juin  | 13 juin                |              |              |  |  |         |         |
|  | 12 juin                | 12 juin          | 13 juin  | 13 juin                |              |              |  |  |         |         |
|  | Slovaquie              | 2                | Finlande | 3                      |              |              |  |  |         |         |
|  | Slovaquie              | 2                | Finlande | 3                      |              |              |  |  |         |         |
|  | Tchéquie               | 7                | Suède    | 0                      |              |              |  |  |         |         |
|  | Tchéquie               | 7                | Suède    | 0                      |              |              |  |  |         |         |

### Classement final
| Place              | Équipe     |
| ------------------ | ---------- |
| Médaille d'or      | Canada     |
| Médaille d'argent  | États-Unis |
| Médaille de bronze | Finlande   |
| 4                  | Suède      |
| 5                  | Tchéquie   |
| 6                  | Slovaquie  |
| 7                  | Suisse     |
| 8                  | Allemagne  |

- Relégué en Division IA

## Autres divisions

### Division I

#### Groupe A
Le tournoi du groupe A de la Division I devait se dérouler du 9 au 15 janvier 2022 à Győr en Hongrie. Il a été reprogrammé du 3 au 9 avril 2022.
Il est normalement composé de 6 équipes mais en raison de l'exclusion de la Russie, la Slovaquie a été promue en division élite.
Légende :
- En gras, promu en Division Élite
- En italique, relégué en Division I, groupe B
- P : Prolongation
- F : Tirs de fusillade

Pour les significations des abréviations, voir statistiques du hockey sur glace.
| Clt   | Équipe  | PJ | V | VP | D | DP | BP | BC | Diff | Pts |
| ----- | ------- | -- | - | -- | - | -- | -- | -- | ---- | --- |
| +001, | Japon   | 4  | 4 | 0  | 0 | 0  | 26 | 0  | +26  | 12  |
| +002, | France  | 4  | 2 | 1  | 1 | 0  | 9  | 9  | 0    | 8   |
| +003, | Italie  | 4  | 0 | 2  | 1 | 1  | 7  | 9  | -2   | 5   |
| +004, | Hongrie | 4  | 1 | 0  | 2 | 1  | 10 | 13 | -3   | 4   |
| +005, | Norvège | 4  | 0 | 0  | 3 | 1  | 5  | 26 | -21  | 1   |

| 3 avril | Japon   | 3   | 0   | France  |
| 3 avril | Norvège | 1   | 7   | Hongrie |
| 4 avril | Italie  | 3 F | 2   | Norvège |
| 5 avril | Italie  | 0   | 3   | Japon   |
| 5 avril | Hongrie | 2   | 3   | France  |
| 6 avril | Norvège | 0   | 13  | Japon   |
| 7 avril | France  | 3   | 2   | Norvège |
| 7 avril | Hongrie | 1   | 2 F | Italie  |
| 8 avril | France  | 3 P | 2   | Italie  |
| 8 avril | Japon   | 7   | 0   | Hongrie |

#### Groupe B
Le tournoi du groupe B de la Division I devait se dérouler du 10 au 16 janvier 2022 à Radenthein en Autriche. Il a été reprogrammé du 5 au 11 septembre 2022.
Légende :
- En gras, promu en Division I, groupe A
- En italique, relégué en Division II
- Forfait
- P : Prolongation
- F : Tirs de fusillade

Pour les significations des abréviations, voir statistiques du hockey sur glace.
| Clt   | Équipe         | PJ | V | VP | D | DP | BP | BC | Diff | Pts |
| ----- | -------------- | -- | - | -- | - | -- | -- | -- | ---- | --- |
| +001, | Autriche       | 4  | 3 | 0  | 0 | 1  | 18 | 5  | +13  | 10  |
| +002, | Pologne        | 4  | 2 | 0  | 1 | 1  | 5  | 8  | -3   | 7   |
| +003, | Taipei chinois | 4  | 1 | 1  | 2 | 0  | 7  | 16 | -9   | 5   |
| +004, | Corée du Sud   | 4  | 1 | 1  | 2 | 0  | 8  | 9  | -1   | 5   |
| +005, | Danemark       | 4  | 1 | 0  | 3 | 0  | 7  | 7  | 0    | 3   |
| -     | Chine          | 0  | 0 | 0  | 0 | 0  | 0  | 0  | 0    | 0   |

| 6 septembre  | Danemark       | 4   | 0   | Taipei chinois |
| 6 septembre  | Autriche       | 2   | 3 P | Corée du Sud   |
| 7 septembre  | Taipei chinois | 4   | 1   | Corée du Sud   |
| 7 septembre  | Pologne        | 0   | 4   | Autriche       |
| 8 septembre  | Pologne        | 2   | 1   | Danemark       |
| 9 septembre  | Corée du Sud   | 3   | 1   | Danemark       |
| 9 septembre  | Autriche       | 10  | 1   | Taipei chinois |
| 10 septembre | Taipei chinois | 2 P | 1   | Pologne        |
| 11 septembre | Corée du Sud   | 1   | 2   | Pologne        |
| 11 septembre | Danemark       | 1   | 2   | Autriche       |

### Division II
Le tournoi de la Division II devait se dérouler du 21 au 27 janvier 2022 à Istanbul en Turquie. Il a été reprogrammé du 27 juin au 5 juillet.

#### Premier tour
Légende du premier tour :
- Qualifié pour le groupe D
- Qualifié pour le groupe E
- Qualifié pour le groupe F
- F : Tirs de fusillade

Pour les significations des abréviations, voir statistiques du hockey sur glace.
| Clt   | Équipe          | PJ | V | VP | D | DP | BP | BC | Diff | Pts |
| ----- | --------------- | -- | - | -- | - | -- | -- | -- | ---- | --- |
| +001, | Grande-Bretagne | 2  | 2 | 0  | 0 | 0  | 12 | 0  | +12  | 6   |
| +002, | Turquie         | 2  | 0 | 1  | 1 | 0  | 2  | 7  | -5   | 2   |
| +003, | Mexique         | 2  | 0 | 0  | 1 | 1  | 1  | 8  | -7   | 1   |

| 27 juin | Mexique         | 0   | 6 | Grande-Bretagne |
| 28 juin | Turquie         | 2 F | 1 | Mexique         |
| 29 juin | Grande-Bretagne | 6   | 0 | Turquie         |

| Clt   | Équipe     | PJ | V | VP | D | DP | BP | BC | Diff | Pts |
| ----- | ---------- | -- | - | -- | - | -- | -- | -- | ---- | --- |
| +001, | Pays-Bas   | 2  | 2 | 0  | 0 | 0  | 11 | 2  | +9   | 6   |
| +002, | Lettonie   | 2  | 1 | 0  | 1 | 0  | 7  | 6  | +1   | 3   |
| +003, | Kazakhstan | 2  | 0 | 0  | 2 | 0  | 1  | 11 | -10  | 0   |

| 27 juin | Lettonie   | 2 | 5 | Pays-Bas   |
| 28 juin | Kazakhstan | 1 | 5 | Lettonie   |
| 29 juin | Pays-Bas   | 6 | 0 | Kazakhstan |

| Clt   | Équipe    | PJ | V | VP | D | DP | BP | BC | Diff | Pts |
| ----- | --------- | -- | - | -- | - | -- | -- | -- | ---- | --- |
| +001, | Espagne   | 2  | 2 | 0  | 0 | 0  | 15 | 1  | +14  | 6   |
| +002, | Australie | 2  | 1 | 0  | 1 | 0  | 6  | 5  | +1   | 3   |
| +003, | Islande   | 2  | 0 | 0  | 2 | 0  | 1  | 16 | -15  | 0   |

| 27 juin | Islande   | 1  | 5 | Australie |
| 28 juin | Espagne   | 11 | 0 | Islande   |
| 29 juin | Australie | 1  | 4 | Espagne   |

#### Second tour
Légende du second tour :
- Qualifié pour la finale
- Joue le match pour la 3e place
- Joue le match pour la 5e place
- Joue le match pour la 7e place
- P : Prolongations

Pour les significations des abréviations, voir statistiques du hockey sur glace.
| Clt   | Équipe          | PJ | V | VP | D | DP | BP | BC | Diff | Pts |
| ----- | --------------- | -- | - | -- | - | -- | -- | -- | ---- | --- |
| +001, | Espagne         | 2  | 2 | 0  | 0 | 0  | 8  | 0  | +8   | 6   |
| +002, | Grande-Bretagne | 2  | 0 | 1  | 1 | 0  | 2  | 5  | -3   | 2   |
| +003, | Pays-Bas        | 2  | 0 | 0  | 1 | 1  | 1  | 6  | -5   | 1   |

| 1er juillet | Espagne         | 4   | 0 | Grande-Bretagne |
| 2 juillet   | Espagne         | 4   | 0 | Pays-Bas        |
| 3 juillet   | Grande-Bretagne | 2 P | 1 | Pays-Bas        |

| Clt   | Équipe    | PJ | V | VP | D | DP | BP | BC | Diff | Pts |
| ----- | --------- | -- | - | -- | - | -- | -- | -- | ---- | --- |
| +001, | Australie | 2  | 2 | 0  | 0 | 0  | 7  | 1  | +6   | 6   |
| +002, | Lettonie  | 2  | 1 | 0  | 1 | 0  | 6  | 3  | +3   | 3   |
| +003, | Turquie   | 2  | 0 | 0  | 2 | 0  | 1  | 10 | -9   | 0   |

| 1er juillet | Australie | 5 | 0 | Turquie   |
| 2 juillet   | Lettonie  | 1 | 2 | Australie |
| 3 juillet   | Lettonie  | 5 | 1 | Turquie   |

| Clt   | Équipe     | PJ | V | VP | D | DP | BP | BC | Diff | Pts |
| ----- | ---------- | -- | - | -- | - | -- | -- | -- | ---- | --- |
| +001, | Mexique    | 2  | 2 | 0  | 0 | 0  | 11 | 3  | +8   | 6   |
| +002, | Kazakhstan | 2  | 1 | 0  | 1 | 0  | 3  | 6  | -3   | 3   |
| +003, | Islande    | 2  | 0 | 0  | 2 | 0  | 2  | 7  | -5   | 0   |

| 1er juillet | Mexique    | 5 | 2 | Islande    |
| 2 juillet   | Kazakhstan | 2 | 0 | Islande    |
| 3 juillet   | Mexique    | 6 | 1 | Kazakhstan |

#### Matches de classement
| 7e place | Mexique  | 2 | 0 | Kazakhstan      |
| 5e place | Lettonie | 5 | 1 | Turquie         |
| 3e place | Pays-Bas | 1 | 2 | Australie       |
| Finale   | Espagne  | 3 | 1 | Grande-Bretagne |

| Place | Équipe          | Commentaire                  |
| ----- | --------------- | ---------------------------- |
| 1     | Espagne         | Promu en Division IB en 2023 |
| 2     | Grande-Bretagne |                              |
| 3     | Australie       |                              |
| 4     | Pays-Bas        |                              |
| 5     | Lettonie        |                              |
| 6     | Turquie         |                              |
| 7     | Mexique         |                              |
| 8     | Kazakhstan      |                              |
| 9     | Islande         |                              |